# Gerard Labuda
Gerard Labuda (Kashubia, 28 de diciembre de 1916 – Poznan, 1 de octubre de 2010) fue un historiador polaco, interesado especialmente en la Edad Media de los Eslavos occidentales. 

## Biografía
Labuda nació en la familia casubia, hijo de Stanislaw Labuda y Anastazja Baranowska. Desde 1950 fue profesor de la Universidad de Poznan y fue rector de 1962 a 1965. Desde 1951, fue miembro de la Academia Polaca del Conocimiento (PAU) y presidente del mismo de 1989 a 1994. También fue miembro desde 1964 de la Academia Polaca de Ciencias (PAN); de la que fue vicepresidente de 1984 hasta 1989 y también fue miembro de la Academia de Ciencias de Nueva York.
Autor de más de 30 libros y cerca de 2000 publicaciones académicas, a partir de 1958 editó el volumen múltiple Słownik Starożytności Słowiańskich (Diccionario de antigüedades eslavas) y publicó fuentes históricas. 
Fue condecorado con la Gran Cruz de la Orden Polonia Restituta (1996) y la más alta distinción polacaː la  Orden del Águila Blanca (póstumamente). Otros de los primeros que consiguió fue el Premio de la Fundación Alfred Jurzykowski (EE. UU., 1983), Premio Herder (Austria, 1991) y el Premio del Estado de Polonia (1949, 1951, 1970). Por otro lado, fue nombrado doctor honorario en las universidades de Gdańsk (1986), Nicolás Copérnico (1993), Jaguelónica (1995), Varsovia (1997), Breslavia (1999) y Szczecin (2003).

## Obra
- Studia nad początkami państwa polskiego (Estudios de la estadidad polaca temprana), Cracovia 1946.
- Pierwsze państwo słowiańskie - państwo Samona (El primer estado eslavo - Estado de Samon), Poznań 1949.
- Fragmenty dziejów Słowiańszczyzny Zachodniej (Fragmentos de la historia del eslavismo occidental), vols. 1–2, 1960–64.
- Polska granica zachodnia. Tysiąc lat dziejów politycznych (La frontera occidental de Polonia: mil años de historia política), 1971.
- Pierwsze państwo polskie (El primer estado polaco), Cracow 1989.
- O Kaszubach, ich nazwie i ziemi zamieszkania (Pueblo casubio, su nombre y tierra), Gdynia 1991.
- Kaszubi i ich dzieje (Los casubios y su historia), 1996, ISBN 83-904950-9-0
- Św. Stanisław Biskup krakowski, Patron Polski (Stanislas, obispo de Cracovia, patrón de Polonia), Poznań 2000.
- Mieszko I, Wrocław 2002.
- Słowiańszczyzna starożytna i wczesnośredniowieczna (Eslavismo en la antigüedad y principios de la Edad Media), 2003.
- Historia Kaszubów w dziejach Pomorza (La historia de los casubios dentro de la historia de Pomerania) t.1 Czasy średniowieczne (vol.1 Edad Media), Gdańsk 2006.